# Alt Mölln
Alt Mölln er en kommune i det nordlige Tyskland, beliggende i Amt Breitenfelde under Kreis Herzogtum Lauenburg i delstaten Slesvig-Holsten.

## Geografi
Alt Mölln ligger omkring 40 km øst for Hamborg i den vestlige udkant af Mölln og ved sydvestenden af Ziegelsee. Stecknitzkanalen, hvis historie går tilbage til 1398, går gennem kommunen og mod nordøst grænser kommunen til dens afløser Elbe-Lübeck-Kanal.